# Bartomeu de Robió
Bartomeu de Robió, també conegut com a Bartomeu Robió (c. segle XIV) fou un escultor català actiu a Lleida durant el segle xiv, més concretament està documentat entre el 1360 i el 1380. Alguna de les seves obres més representatives és el Tríptic de pedra de la capella de Sant Pere de l'església de Sant Llorenç de Lleida, fundada per Pere Sagrassa Una altra obra seva, amb un estil similar, és la Verge dels fillols, realitzada en alabastre i que es troba a la parròquia de Sant Llorenç de la mateixa ciutat, i que durant un temps presidí el retaule major de la Seu Vella de Lleida. Al Museu Nacional d'Art de Catalunya hi ha exposada una escultura que li és atribuïda, un arcàngel Gabriel d'una Anunciació.